# Charilaos Vasilakos
Charilaos Vasilakos (in greco Χαρίλαος Βασιλάκος?; Il Pireo, novembre 1875 – Il Pireo, 1º dicembre 1964) è stato un maratoneta e marciatore greco, medaglia d'argento nella maratona ai Giochi olimpici di Atene 1896.

## Biografia
Partecipò alle gare di atletica leggera delle prime Olimpiadi moderne che si svolsero ad Atene nel 1896, gareggiando nella maratona, dove arrivò secondo alle spalle di Spyridōn Louīs, correndo in 3h06'03".
Prese parte anche ai Giochi olimpici intermedi, nella marcia 1500 metri, arrivando quinto.

## Palmarès
| Anno | Manifestazione            | Sede  | Evento        | Risultato | Prestazione | Note                          |
| ---- | ------------------------- | ----- | ------------- | --------- | ----------- | ----------------------------- |
| 1896 | Giochi olimpici           | Atene | Maratona      | Argento   | 3h06'03"    | Miglior prestazione personale |
| 1906 | Giochi olimpici intermedi | Atene | Marcia 1500 m | 5º        | n/d         |                               |